# Urotrygon chilensis
Urotrygon chilensis is een vissensoort uit de familie van de Urotrygonidae. De wetenschappelijke naam van de soort is voor het eerst geldig gepubliceerd in 1872 door Günther.